# 325462 Felanitx
325462 Felanitx è un asteroide della fascia principale esterna. Scoperto nel 2009, presenta un'orbita caratterizzata da un semiasse maggiore pari a 3,099200 UA e da un'eccentricità di 0,086169, inclinata di 10,054760° rispetto all'eclittica.
L'asteroide è stato scoperto dall'osservatorio astronomico di La Sagra, coordinato dall'osservatorio astronomico di Maiorca ed è dedicato al comune spagnolo di Felanitx. 
Fa parte della famiglia di asteroidi Eos.